# Thoracibidion lineatocolle
Thoracibidion lineatocolle là một loài bọ cánh cứng trong họ Cerambycidae.